# Offerdals Vejmon
För andra betydelser, se Vejmon (olika betydelser)
Vejmon är en by i Offerdals socken, Krokoms kommun, Jämtland. Byn ligger norr om Landösjön (Nola sjön), längs vägen mellan Landön och Rönnöfors. I byn finns fortfarande en levande jordbruksnäring. Nära Vejmon finns ett antal fäbodar. 